# OR1F1
OR1F1 (англ. Olfactory receptor family 1 subfamily F member 1) – білок, який кодується однойменним геном, розташованим у людей на короткому плечі 16-ї хромосоми. Довжина поліпептидного ланцюга білка становить 312 амінокислот, а молекулярна маса — 34 866.
| 10         |  | 20         |  | 30         |  | 40         |  | 50         |
| ---------- |  | ---------- |  | ---------- |  | ---------- |  | ---------- |
| MSGTNQSSVS |  | EFLLLGLSRQ |  | PQQQHLLFVF |  | FLSMYLATVL |  | GNLLIILSVS |
| IDSCLHTPMY |  | FFLSNLSFVD |  | ICFSFTTVPK |  | MLANHILETQ |  | TISFCGCLTQ |
| MYFVFMFVDM |  | DNFLLAVMAY |  | DHFVAVCHPL |  | HYTAKMTHQL |  | CALLVAGLWV |
| VANLNVLLHT |  | LLMAPLSFCA |  | DNAITHFFCD |  | VTPLLKLSCS |  | DTHLNEVIIL |
| SEGALVMITP |  | FLCILASYMH |  | ITCTVLKVPS |  | TKGRWKAFST |  | CGSHLAVVLL |
| FYSTIIAVYF |  | NPLSSHSAEK |  | DTMATVLYTV |  | VTPMLNPFIY |  | SLRNRYLKGA |
| LKKVVGRVVF |  | SV         |  |            |  |            |  |            |

A: Аланін

C: Цистеїн

D: Аспарагінова кислота

E: Глутамінова кислота

F: Фенілаланін

G: Гліцин

H: Гістидин

I: Ізолейцин

K: Лізин

L: Лейцин

M: Метіонін

N: Аспарагін

P: Пролін

Q: Глутамін

R: Аргінін

S: Серин

T: Треонін

V: Валін

W: Триптофан

Кодований геном білок за функціями належить до рецепторів, g-білокспряжених рецепторів, білків внутрішньоклітинного сигналінгу. 
Локалізований у клітинній мембрані.